# 马罗克保皮
马罗克保皮，是匈牙利索博尔奇-索特马尔-贝拉格州所辖的一个村。总面积21.18平方公里，总人口443，人口密度20.9人/平方公里（2011年1月1日）。